# Limba Noastră
Limba Noastră (deutsch Unsere Sprache) ist seit 1994 die Nationalhymne der Republik Moldau. Der Text wurde von Alexei Mateevici (1888–1917) geschrieben und von Alexandru Cristea (1890–1942) vertont. Das Originalgedicht besteht aus zwölf Strophen, davon wurden fünf für die Hymne gewählt. Diese erscheinen im untenstehenden Text als fett.

## Bedeutung
Wenngleich im Text nicht explizit erwähnt wird, um welche Sprache es sich handelt, wird darin die rumänische Sprache besungen, welche von der Mehrheit der Bevölkerung gesprochen wird und seit 1989 Amtssprache ist. Angesichts der Vergangenheit Moldaus ist die Hymne also ein Ausdruck der Freiheit und der Unabhängigkeit von der Sowjetunion. Dennoch ist Moldau nach wie vor ein Vielvölkerstaat, in dem nicht nur in Gagausien oder Transnistria viele Menschen nicht oder kaum Rumänisch sprechen.

## Text
| Limba noastră-i o comoară În adâncuri înfundată Un șirag de piatră rară Pe moșie revărsată. Limba noastră-i foc ce arde Într-un neam, ce fără veste S-a trezit din somn de moarte Ca viteazul din poveste. Limba noastră-i numai cântec, Doina dorurilor noastre, Roi de fulgere, ce spintec Nouri negri, zări albastre. Limba noastră-i graiul pâinii, Când de vânt se mișcă vara; In rostirea ei bătrânii Cu sudori sfințit-au țara. Limba noastră-i frunză verde, Zbuciumul din codrii veșnici, Nistrul lin, ce-n valuri pierde Ai luceferilor sfeșnici. Nu veți plânge-atunci amarnic, Că vi-i limba prea săracă, Și-ți vedea, cât îi de darnic Graiul țării noastre dragă. Limba noastră-i vechi izvoade. Povestiri din alte vremuri; Și citindu-le 'nșirate, - Te-nfiori adânc și tremuri. Limba noastră îi aleasă Să ridice slava-n ceruri, Să ne spiue-n hram și-acasă Veșnicele adevăruri. Limba noastra-i limbă sfântă, Limba vechilor cazanii, Care o plâng și care o cântă Pe la vatra lor țăranii. Înviați-vă dar graiul, Ruginit de multă vreme, Stergeți slinul, mucegaiul Al uitării 'n care geme. Strângeți piatra lucitoare Ce din soare se aprinde - Și-ți avea în revărsare Un potop nou de cuvinte. Răsări-va o comoară În adâncuri înfundată, Un șirag de piatră rară Pe moșie revărsată. | Unsere Sprache ist ein Schatz In den Tiefen verschlossen, Eine Kette von edlen Steinen Auf unserem Land verstreut. Unsere Sprache ist ein brennendes Feuer Inmitten eines Volks, das ohne Nachricht Aufgewacht ist vom Todesschlaf, Wie der Held aus den Märchen. Unsere Sprache sind nur Lieder Der Ausdruck unserer tiefen Sehnsucht, Ein Schwarm von Blitzen, durchstechend Schwarze Wolken, blaue Horizonte. Unsere Sprache ist die Sprache des Brotes Wenn im Sommer der Wind rauscht; Mit ihren Worten und ihrem Schweiß Haben die Alten das Land gesegnet. Unsere Sprache ist ein grünes Blatt Das Rauschen der ewigen Wälder, Der sanfte Dnister, der in den Wellen Die Sternenlichter verliert. Ihr werdet nicht mehr bitter klagen Dass eure Sprache zu arm sei Und ihr werdet sehen wie großzügig Die Sprache unseres lieben Landes ist. Unsere Sprache sind alte Dokumente, Geschichten aus anderen Zeiten. Und während du sie der Reihe nach liest Überkommt dich tiefes Schaudern und Zittern. Unsere Sprache wurde gewählt Um den Himmel zu rühmen, Um uns in Kirche und zu Hause Ewige Wahrheiten zu sagen. Unsere Sprache ist eine heilige Sprache, Die Sprache der alten Predigten, Die geweint und gesungen wird Von den Bauern in ihrem Heim. Bringt euch zurück zum Leben die Sprache Angerostet von der langen Zeit, Wischt weg den Schmutz und den Schimmel Des Vergessens, worin sie stöhnt. Sammelt nun den glänzenden Stein, Der von der Sonne angezündet wird. Und ihr werdet haben in Fülle Eine neue Flut von Wörtern. Es wird ein Schatz aufsteigen In den Tiefen verschlossen, Eine Kette von edlen Steinen Auf unserem Land verstreut. |